# أسرة بوفورت
بوفورت (بالإنجليزية: Beaufort)‏ هي عائلة إنجليزية نبيلة تنحدر من جون بوفورت إيرل سومرست الأول الذي عاش في القرن الرابع عشر أحد أبناء جون دوق لانكاستر وحفيد للملك إدوارد الثالث ملك إنجلترا وهي العائلة الوحيدة المتبقية التي تنتمي على خط الذكور إلى العائلة الملكية الإنجليزية في العصور الوسطى بلانتاجانت .

## نشأة العائلة
تزوج جون دوق لانكاستر عشيقته الفرنسية كاثرين سوينفورد في عام 1396 والتي كانت قد أنجبت له أربعه أبناء قبل زواجة , جون بوفورت إيرل سومرست الأول وهو الذي تنتمي إليه عائلة بوفورت، الكاردينال هنري بوفورت اسقف وينشستر (ليس له أبناء) , توماس بوفورت دوق اكستر (ليس له أبناء) , جوان بوفورت الكونتيسة ويستمورلاند . وبموجب هذا الزواج تم منحهم لقب بوفورت ومنحهم الشرعية بموافقة الملك ريتشارد الثاني ملك إنجلترا والبابا بونيفاس التاسع . وبالمقابل تم الإقرار بمنعهم من وراثة العرش الإنجليزي .

## مراحل مرت بالعائلة

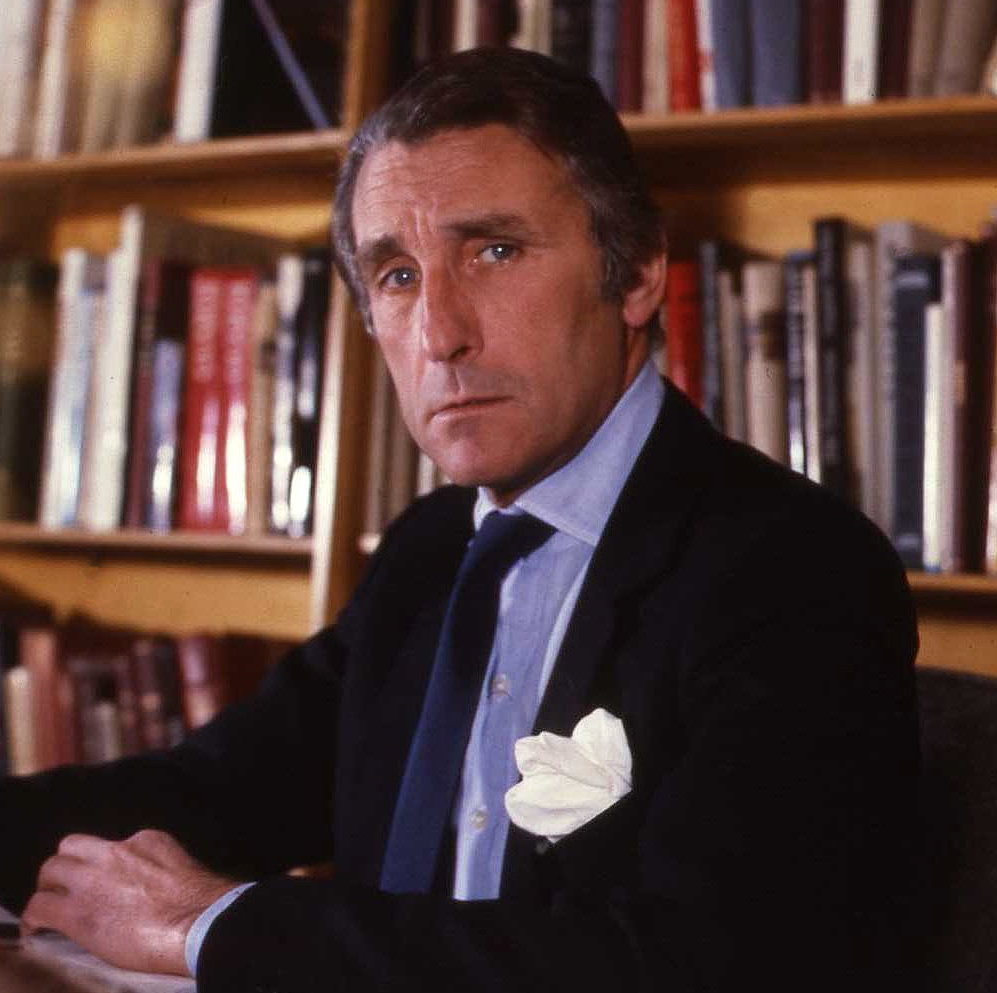
الدوق السابق "ديفيد سومرت"

في عام 1399 الملك هنري الرابع ملك إنجلترا (الأخ الغير شقيق للأبناء بوفورت) خلع ابن عمه الملك ريتشارد الثاني ملك إنجلترا وبذلك حصلت عائلة بوفورت على قدر أكبر من المكانة على الصعيدين الثراء والنفوذ .
كان أبناء العائلة بوفورت من أنصار الملوك لانكاستر خلال حرب الوردتين التي دامت ثلاثين عاما بين عامي 1455 - 1485 والتي دارت بين العائلتين أسرة لانكاستر و أسرة يورك بسبب التنافس لوراثة عرش جدهم الملك إدوارد الثالث ملك إنجلترا حيث قتل الكثير من أبناء بوفورت على يد اتباع العائلة أسرة يورك وبعد مقتل إدموند بوفورت دوق سومرست الثاني في معركة سانت البانز عام 1455 وتم إعدام أبناءه من بعده، لم يتبقَ من العائلة سوى تشارلز سومرست الذي كان إبنا غير شرعيا لهنري بوفورت دوق سومرست الثالث (حصل على الشرعية فيما بعد عام 1514 وهو الذي بقيت سلالته) وكذلك السيدة مارغريت بوفورت ابنه جون بوفورت دوق سومرست الأول .
بعد مقتل الملك ريتشارد الثالث في عام 1485 انعدم المطالبون الشرعيون لعرش إنجلترا من أبناء العائلة بلانتاجانت حيث طالبت السيدة مارغريت بوفورت احقيتها للعرش من خلال نسبها للملك إدوارد الثالث حيث مررت التاج إلى إبنها هنري تودور الذي سمي بعد ذلك الملك هنري السابع
هنري سومرست الماركيز ويستر الثالث (دوق بوفورت الأول لاحقا) كان من أتباع الملك تشارلز الثاني وكان من أكبر المساهمين لاستعادة عرش والده حيث انشأ الملك تشارلز الثاني له دوقية بوفورت عام 1682 ومنحه قصر بادمنتون في مقاطعه جلوسترشير الجنوبية في جنوب إنجلترا الذي هو المقر الحالي لدوقية بوفورت .